# Missel de Jean Rolin
Le Missel de Jean Rolin est un manuscrit enluminé entre 1450 et 1455 pour le cardinal Jean Rolin. Contenant le texte d'un missel à l'usage d'Autun et destiné à la célébration de la messe dans la cathédrale de la ville, il a été décoré par un maître anonyme désigné sous le nom de convention de Maître de Jean Rolin. Il est actuellement conservé à la Bibliothèque municipale de Lyon sous la cote Ms.517.

## Historique
Ce manuscrit fait partie d'un ensemble de livres liturgiques luxueux commandés par Jean Rolin, fils du chancelier de Bourgogne Nicolas Rolin, évêque d'Autun en 1432 et nommé cardinal en 1448 à destination de sa cathédrale. De cet ensemble, ce missel est le seul conservé intact. Les trois autres missels encore conservés à Autun ont été dépecés d'une grande partie de leurs miniatures : il s'agit de trois manuscrits de la bibliothèque municipale (Ms.108A, Ms.110 et Ms.114A). La Société éduenne des lettres, sciences et arts conserve par ailleurs quatre fragments d'un ou plusieurs missels du cardinal,. 
Les missels sont décorés des mêmes marques de propriété de leur commanditaire : son blason surmonté de son chapeau de cardinal et sa devise Deum time (crains Dieu). Le missel de Lyon contient par ailleurs son portrait dans la miniature du folio 8. Ils sont illustrés de miniatures par la même main, celle du Maître de Jean Rolin, actif à Paris et qui doit son nom de convention à ces manuscrits. Par contre, les décorations de marges sont dues à un enlumineur différent. Celles du manuscrit de Lyon ont peut-être été réalisées en Bourgogne ou en Flandre et non à Paris. 
Le parcours du livre jusqu'à Lyon n'est pas connue. Il est un temps la propriété d'un certain M. Maret. Il entre à la bibliothèque municipale de Lyon à la suite du legs de Jean-Baptiste Charvin en 1842 de sa bibliothèque de 500 ouvrages.

## Description
Le missel contient les textes utilisés par la liturgie en usage dans le diocèse d'Autun. Il est décoré de sept petites miniatures qui introduisent des chapitres du missel et certaines fêtes représentent : un prêtre célébrant la messe (f.8), la Nativité (f.23v), l'Adoration des mages (f.27v), la Résurrection du Christ (f.207), l'Ascension du Christ (f.229), la Pentecôte (f.236) et Saint André (f.311). Le manuscrit est par ailleurs décoré d'un bifolio qui a été rapporté dans l'ouvrage : il contient des décorations de marges différentes, d'origine parisienne, et deux grandes miniatures en pleine page, les seules du livre. Celle de gauche représente la Crucifixion (f.183v) et celle de gauche Dieu le père sur son trône (f.184),. 

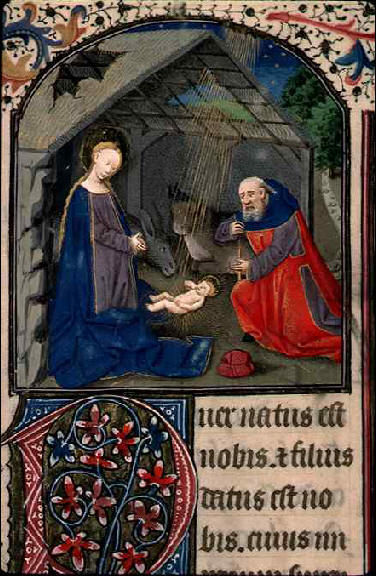
Nativité, f.23v
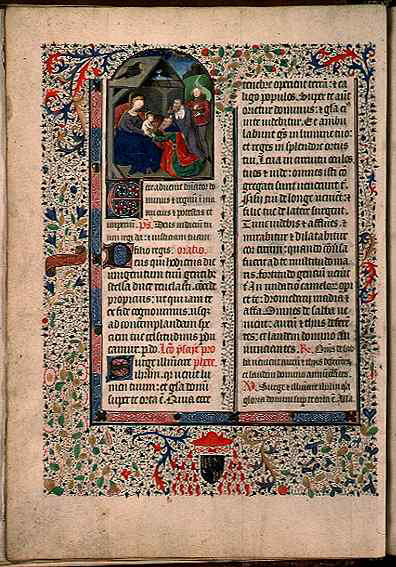
Page de l'adoration des mages, f.27v

Le style du Maître de Jean Rolin y est fait d'un trait vif, de couleurs soutenues, aux personnages anguleux. La crucifixion est la miniature la plus achevée, semblable à un petit tableau. Selon Charles Sterling, cette miniature est inspirée par une peinture murale peinte dans la cathédrale de Dijon et qu'il attribue à Guillaume Spicre, actif dans cette même ville entre 1450 et 1476. Toujours selon lui, le modelé de Dieu le père sur la miniature suivante rappelle la sculpture bourguignonne de son époque. Les motifs comme l'attitude de la Vierge ou la position de Marie-Madeleine au pied de la croix se retrouvent dans d'autres manuscrits du maître ou de son atelier. 